# Florence Lee (1864)
Florence Lee (únor 1864 Jižní Karolína – 17. února 1933 Los Angeles) byla americká herečka působící v období němé filmové éry. Objevila se ve více než 90 filmech v letech 1911 až 1931. Jejím nejvýznamnějším filmovým počinem byla role babičky ve filmu Světla velkoměsta režiséra Charlieho Chaplina. Na počátku 20. let 20. století se objevila v sérii filmových krátkometrážních komedií Our Gang.

## Výběr z filmografie
- Enoch Arden (1911)
- A Voice from the Deep (1912)
- Won by a Fish (1912)
- The Trouper (1922)
- Mary of the Movies (1923)
- Ask Grandma (1925)
- The Love Bug (1925)
- The Movies (1925)
- My Stars (1926)
- Světla velkoměsta (1931)